# Lost and Forgotten
Lost and Forgotten — сингл музыкального коллектива Петра Налича, выпущенный в мае 2010 года на официальном сайте группы. В него входит песня «Lost and Forgotten», с которой музыкальный коллектив Петра Налича представлял Россию на конкурсе песни «Евровидение 2010» в Норвегии, заняв 11 место.

## Выпуск
Премьера песни состоялась 30 октября 2009 года в клубе «Милк». Студийная запись композиции была выложена на официальном сайте группы после победы в национальном отборе.

## Евровидение
Песню «Lost and Forgotten» выбрали из 25 композиций, представленных в финале российского национального отбора, где она победила с результатом в 20,9 % голосов телезрителей и профессионального жюри.
На конкурсе песня заняла 11 место, набрав при этом 90 баллов.

## Чарты
| Чарт (2010)                   | Пиковая позиция |
| ----------------------------- | --------------- |
| Airplay Detection TopHit 100  | 194             |
| Россия Цифровые Синглы Топ 25 | 5               |